# Saint-Germain-Lavolps
Saint-Germain-Lavolps (Sent German auf Okzitanisch) ist eine französische Gemeinde mit 101 Einwohnern (Stand 1. Januar 2022) im Département Corrèze in der Region Nouvelle-Aquitaine. Die Einwohner nennen sich die Saint-Germains bzw. die Saint-Germaines.

## Geografie
Die Gemeinde liegt im Zentralmassiv auf dem Plateau de Millevaches und somit auch im Regionalen Naturpark Millevaches en Limousin.
Tulle, die Präfektur des Départements, liegt ungefähr 65 Kilometer südwestlich, Égletons etwa 30 Kilometer südwestlich und Ussel rund 10 Kilometer südöstlich.
Nachbargemeinden von Saint-Germain-Lavolps sind Bellechassagne im Norden, Saint-Rémy im Nordosten sowie Saint-Pardoux-le-Vieux im Osten, Chaveroche im Südosten, Alleyrat im Süden, Meymac im Südwesten, Saint-Sulpice-les-Bois im Westen sowie Sornac im Nordwesten.
Der Ort liegt am rechten Ufer der Diège, ein rechter Nebenfluss der Dordogne.

### Verkehr
Der Ort liegt ungefähr 15 Kilometer nordwestlich der Abfahrt 23 der Autoroute A89.

## Wappen
Beschreibung: Das Wappen ist durch Blau und Gold geviert, im Feld 1 und 4 eine goldene rechte Tür mit schwarzen Beschlägen von drei fünfstrahligen Sternen begleitet, in den anderen Feldern sind drei rote Balken mit Gold beginnend.

## Einwohnerentwicklung
| Jahr      | 1962 | 1968 | 1975 | 1982 | 1990 | 1999 | 2007 | 2016 |
| Einwohner | 128  | 94   | 82   | 82   | 99   | 93   | 92   | 87   |

## Sehenswürdigkeiten

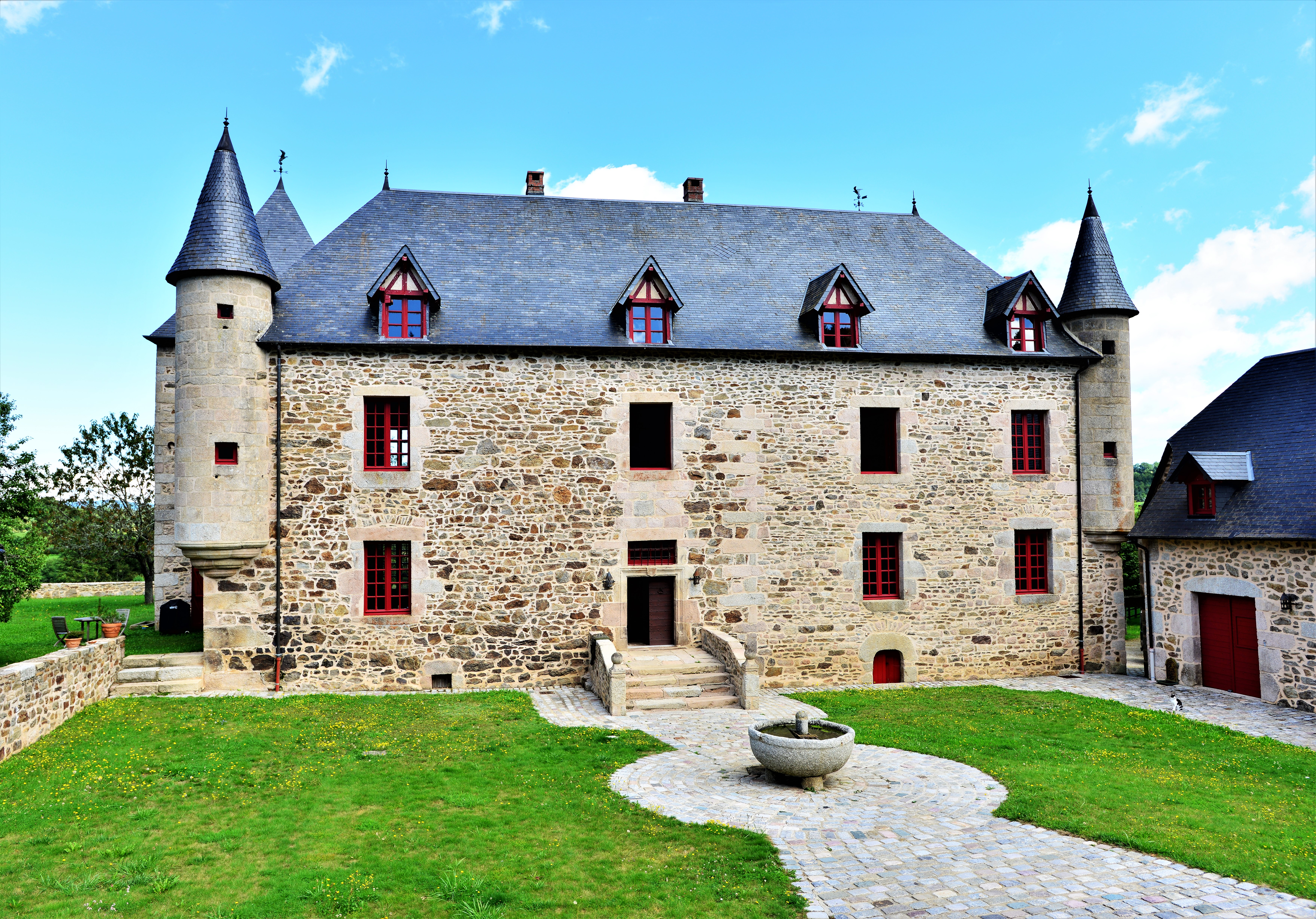
Schloss

- Die Kirche Saint-Germain-d’Auxerre, ein Sakralbau aus dem 12. Jahrhundert[2].
- Das Schloss von Saint-Germain-Lavolps aus dem 17. Jahrhundert[3].